# Флоренс II (Холандия)
Флоренс II (Флорис II) „Дебелия“ от Холандия (на немски: Floris II (Floris II) „der Dicke“ von Holland; на нидерландски: Floris II van Holland, „de Vette“, „de Dikke“; * ок. 1080 във Влардинген, † 2 март 1121 или 1122) от род Герулфинги (Дом Холандия), е граф на Холандия от 1091 до 1121 или 1122 г.

## Биография
Той е син на граф Дитрих V (1052 – 1091) и Отилда Саксонска. Внук е на граф Флоренс I.
През 1091 г. Флоренс поема управлението в Холандия и Зеландия. Той, както фамилията му, също води битки против Фландрия, епископите на Утрехт и Гелдерн.
След смъртта му на 2 март 1122 г. вдовицата му Петронила (Гертруда) поема регентството до 1133 г. за малолетния Дитрих.

## Фамилия
Флоренс се жени 1113 г. за Петронила (Гертруда) Лотарингска от Елзас (* ок. 1086; † 24 май 1144), дъщеря на херцог Дитрих II от Горна Лотарингия († 1115), полусестра на император Лотар III от Суплинбур. Те имат децата:
- Дитрих VI (1110 – 1157)
- Флорис Черния (1115 – 1132)
- Симон (1131 – 1147), каноник в Утрехт
- Хедвиг († 1132), монахиня в Рийнсбург